# Rainer Maria Rilke
René Karl Wilhelm Johann Josef Maria Rilke (Praga, Império Austro-Húngaro, atual República Tcheca, 4 de dezembro de 1875—Valmont, Suíça, 29 de dezembro de 1926), mais conhecido como Rainer Maria Rilke (alemão: [ˈʁaɪnɐ maˈʁiːa ˈʁɪlkə]), ou por vezes também Rainer Maria von Rilke, foi um poeta e romancista austríaco. Ele é "amplamente reconhecido como um dos poetas de língua alemã mais liricamente intensos". Ele escreveu versos e prosa altamente lírica. Vários críticos descreveram o trabalho de Rilke como "místico". Seus escritos incluem um romance, várias coleções de poesia e vários volumes de correspondência em que invoca imagens que focalizam a dificuldade de comunhão com o inefável em uma época de descrença, solidão e ansiedade. Esses temas o posicionam como uma figura de transição entre escritores tradicionais e modernistas.
Rilke viajou extensivamente por toda a Europa (incluindo Rússia, Espanha, Alemanha, França e Itália) e, em seus últimos anos, estabeleceu-se na Suíça—cenários que foram fundamentais para a gênese e inspiração de muitos de seus poemas. Embora Rilke seja mais conhecido por suas contribuições à literatura alemã, mais de 400 poemas foram originalmente escritos em francês e dedicados ao cantão de Valais, na Suíça. Suas obras mais conhecidas incluem as coleções de poesia Elegias de Duino (Duineser Elegien) e Sonetos a Orfeu (Die Sonette an Orpheus), o romance semiautobiográfico Os Cadernos de Malte Laurids Brigge (Die Aufzeichnungen des Malte Laurids Brigge), e uma coletânea de dez cartas que foi publicada após sua morte sob o título Cartas a um Jovem Poeta (Briefe an einen jungen Dichter). No final do século XX, seu trabalho encontrou novas audiências através do uso de teólogos da Nova Era e autores de autoajuda, além de citações frequentes por programas de televisão, livros e filmes. Nos Estados Unidos, Rilke permanece entre os poetas mais populares e mais vendidos.

## Biografia
Nasceu em Praga, na Boémia, (atual Chéquia), então pertencente ao Império Austro-Húngaro, e mudou seu nome, originalmente René, para Rainer.
Rilke fez seus estudos nas universidades de Praga, Munique e Berlim. Em 1894 fez sua primeira publicação, uma coleção de versos de amor, intitulados Vida e canções (Leben und Lieder).

Rilke conheceu e se apaixonou pela viajada e intelectual mulher de letras Lou Andreas-Salomé em 1897 em Munique. Ele mudou seu primeiro nome de "René" para "Rainer" por insistência de Salomé porque ela achava que esse nome era mais masculino, forte e germânico. Seu relacionamento com essa mulher casada, com quem realizou duas extensas viagens à Rússia, durou até 1900. Mesmo após a separação, Salomé continuou sendo a confidente mais importante de Rilke até o fim de sua vida. Tendo treinado de 1912 a 1913 como psicanalista com Sigmund Freud, ela compartilhou seus conhecimentos de psicanálise com Rilke.

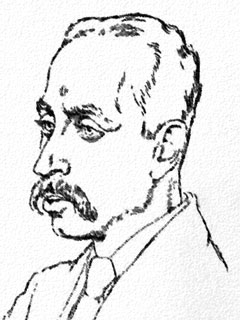
Rainer Maria Rilke por Emil Orlik (1917)

Em 1898, Rilke empreendeu uma viagem de várias semanas para a Itália. No ano seguinte, a convite de Lou, ele viajou acompanhado por esta e seu marido, Friedrich Carl Andreas, para Moscou, onde conheceu o romancista Liev Tolstói. Entre maio e agosto de 1900, uma segunda viagem à Rússia, acompanhado apenas por Lou, novamente o levou a Moscou e São Petersburgo, onde conheceu a família de Boris Pasternak e Spiridon Drozhzhin, um poeta camponês. A autora Anna A. Tavis cita as culturas da Boêmia e da Rússia como as principais influências na poesia e na consciência de Rilke. Sua passagem pela Rússia imprimiu uma inspiração religiosa em seus poemas. Rilke passou a enxergar a natureza, dadas as dimensões e exuberância das paisagens russas, como manifestação divina presente em todas as coisas. Sobre este aspecto publicou em 1900 a coleção Histórias do bom Deus.
Em 1901, casou com Clara Westhoff, de quem logo se separou. O século XX trouxe para a poesia de Rilke um afastamento do lirismo e dos simbolistas franceses com os quais ele se identificara. Em 1905, publicou O Livro das Horas de grande repercussão à época. Nesta obra, seus poemas já apresentavam um estilo concreto, bem característico desta sua fase.

Em 1902, foi para Paris, onde trabalhou como secretário do escultor Auguste Rodin entre 1905 a 1906. Rodin exerceu grande influência sobre o poema de Rilke, que se reflete em suas publicações de 1907 a 1908.

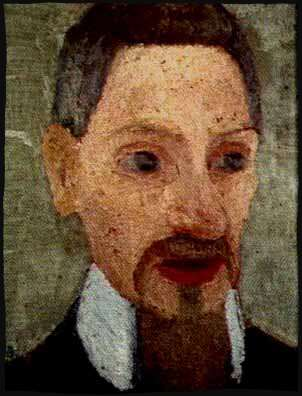
Rilke, por Paula Modersohn-Becker (1906)

Quando estourou a Primeira Guerra Mundial, em 1914, Rilke morava em Munique e lá permaneceu durante todo o conflito. Antes de se mudar para Munique, ele viveu na região do Trieste e publicou, em 1913, a A vida de Maria (Das Merien Leben) e iniciou a redação de Elegias de Duíno (Duineser Elegien), texto que só viria a ser publicado em 1923. Duíno era um castelo na região de Trieste, Itália, onde Rilke morou por dois anos antes da Guerra, a convite da princesa Maria von Thurn und Taxis. Após o conflito na Europa, Rilke mudou-se para a Suíça, a última de suas pátrias de eleição, onde viveu seus últimos anos.

## Características literárias
Rilke possui uma obra original, marcada pelo tratamento da forma e pelas imagens inesperadas. Celebra a união transcendental do mundo e do homem, numa espécie de "espaço cósmico interior".
Sua poesia provocava a reflexão existencialista e instigava os leitores a se defrontarem com questões próprias do desencantamento da primeira metade do século XX.
Sua obra foi influenciada pelo Expressionismo e influenciou muitos autores e intelectuais de diversas partes do mundo.

## Obras principais
- Leben und Lieder (Vida e Canções) - 1894
- Geldbaum - 1901
- Das Buch der Bilder (O Livro das Imagens) - 1902
- Die Weise von Liebe und Tod des Cornets Christoph Rilke - 1904 (A Canção de Amor e de Morte do Porta-Estandarte Cristóvão Rilke, tradução de Cecilia Meireles, Ilustrações de Arpad Szenes, 1947)
- Stundenbuch (O Livro das Horas) - 1905
- Neue Gedichte (Novos Poemas) - 1907-1908. Neles figuram os Ding-Gedichte (Poemas objetivos), e entre eles o “Archaischer Torso Apollos” (Torso Arcaico de Apolo), traduzido no Brasil por Manuel Bandeira.
- Das Marien Leben (A Vida de Maria) - 1913
- Die Aufzeichnungen des Malte Laurids Brigge (Os Cadernos de Malte Laurids Brigge) - 1910
- Duineser Elegien (Elegias de Duíno) - 1923
- Sonette an Orpheus (Sonetos a Orfeu) - 1923
- Briefe an einen jungen Dichter (Cartas a um Jovem Poeta) - 1929 – publicação póstuma.